# Еривалдо
Еривалдо Жорже Пауло Ферейра (на португалски: Erivaldo Jorge Paulo Ferreira) е португалски футболист, който играе на поста дясно крило. Състезател на Трофензе.

## Кариера
На 28 август 2020 г. Еривалдо е обявен за ново попълнение на Берое. Прави своя дебют на 14 септември 2020 при победата с 2–0 като гост на Славия.

## Успехи
Либоло
- Суперкупа на Ангола (1): 2016